# Dornier Do X
Il Dornier Do X era un idrovolante di linea a scafo centrale progettato dalla Dornier-Werke GmbH negli anni trenta e costruito dalla sua sussidiaria svizzera AG für Dornier-Flugzeuge (Doflug) di Altenrhein am Bodensee.

## Storia del progetto

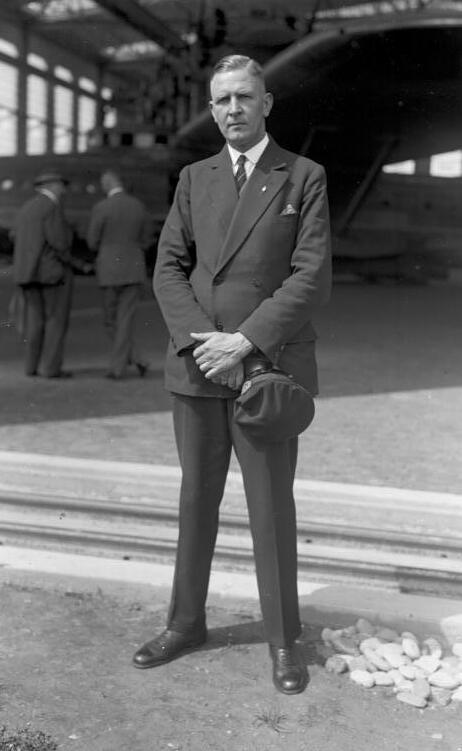
Il pilota collaudatore Richard Wagner fotografato davanti all'hangar, in cui si vede il Do X 1

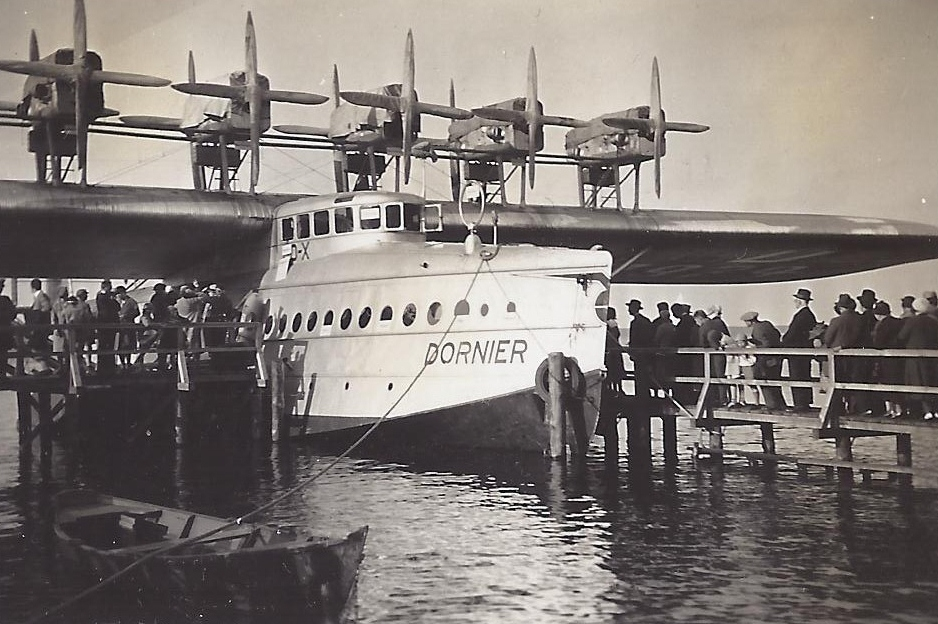
Il Do X sul lago Müggelsee (Berlino - Germania), maggio 1932

L'idea di poter incrementare il traffico passeggeri con un nuovo e più grande idrovolante venne nel 1925 al professore Claude Dornier, allora proprietario dell'azienda Dornier-Metallbauten che portava il suo nome. Il nuovo progetto ideato da Dornier si sarebbe basato sull'esperienza acquisita sui Dornier Do J Wal, prodotti in Svizzera, dalla sussidiaria Dornier-Werke Altenrhein AG, ed in Italia, dalla CMASA di Marina di Pisa, per aggirare le limitazioni imposte alla Germania dal Trattato di Versailles in seguito alla fine della prima guerra mondiale.

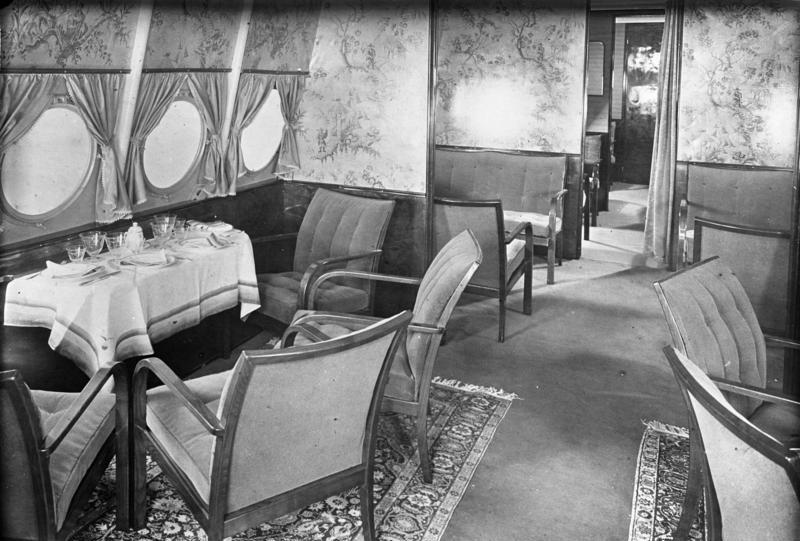
I lussuosi interni del velivolo

ll prototipo, dopo una lunga serie di studi e prove aerodinamiche ed idrodinamiche, venne costruito nei vecchi edifici della Zeppelin a Friederichshafen sul Lago di Costanza; non ricevette nessun nome e fu semplicemente noto come Do X. Inizialmente fu spinto da 12 motori Siemens Jupiter, radiali raffreddati ad aria, da 500HP l'uno. Venne portato in volo per la prima volta il 12 ottobre 1929, ai comandi del pilota collaudatore Richard Wagner; le prove dimostrarono l'insufficiente potenza motrice installata; nonostante questo, Il 31 ottobre 1929 il velivolo riuscì a portare in volo ben 169 persone. I motori furono poi rimpiazzati da 12 Curtiss Conqueror V-12, raffreddati a liquido, da 640HP l'uno; i voli furono ripresi il 4 agosto 1930.
Il Do X era di costruzione interamente metallica e nell'ampia fusoliera c'erano un salottino, una cabina per fumatori, bagni, cucina, sala da pranzo e cabine-letto individuali, il tutto su tre ponti. La capienza prevista era di 169 persone. L'equipaggio di volo era composto da due piloti, un navigatore, un operatore radio ed un meccanico di bordo, tutti nell'ampia cabina posta sopra il primo ponte; lo spessore delle ali era tale che il meccanico di bordo poteva raggiungere i motori attraverso dei passaggi ricavati nelle ali stesse.
Nel novembre 1930 il Do X lasciò il Lago di Costanza per un volo verso le Americhe via Amsterdam, Calshot e Lisbona. In quest'ultima località il danneggiamento di un'ala per un principio d'incendio, ritardò il volo di un mese. A Las Palmas, nelle Isole Canarie, un altro incidente danneggiò lo scafo e costrinse ad una sosta di tre mesi per le riparazioni.
Per il tentativo di attraversare l'Atlantico ogni equipaggiamento non essenziale fu rimosso e lo stesso equipaggio ridotto, ma il velivolo restò incapace di raggiungere una quota operativa adeguata e la traversata fu compiuta a tappe. Raggiunto il Brasile il velivolo ripartì verso nord fino a raggiungere New York il 27 agosto 1931; il 19 maggio 1932 ripartì per l'Europa raggiungendo, dopo cinque giorni, il lago Meggelsee, a Berlino.
Gli altri due esemplari costruiti per l'Italia erano motorizzati dai FIAT A.22R, sempre raffreddati a liquido, da 570HP (425KW).

## Impiego operativo

### Germania
La DLH usò il prototipo per voli di propaganda per un breve periodo.

### Italia
Gli esemplari italiani, il Do X 2 e Do X 3, vennero presi in carico dalla Società Anonima Navigazione Aerea (SANA) e dedicati rispettivamente agli aviatori Umberto Maddalena, (l'esemplare immatricolato I-REDI), ed Alessandro Guidoni (l'esemplare I-ABBN). Subito dopo, però, vennero integrati nella flotta della Regia Aeronautica e, dopo un tentativo insoddisfacente per trasformarli in un idro-bombardiere, impiegati dal 1931 al 1935 per voli a scopo dimostrativo e propagandistico. La loro vita operativa terminò nei cantieri di La Spezia, accantonati e subito passati alla demolizione.

## Utilizzatori
Germania
- Deutsche Lufthansa
  - Do X 1 D-1929

 Italia
- Società Anonima Navigazione Aerea (SANA)
  - Do X 2 I-REDI Umberto Maddalena
  - Do X 3 I-ABBN Alessandro Guidoni
- Regia Aeronautica

## Velivoli sopravvissuti
Benché la produzione di soli tre esemplari e l'imponenza del Do X non favorisse la preservazione, al momento del ritiro del servizio l'esemplare tedesco venne esposto al museo di Berlino ma distrutto dai bombardamenti alleati nel 1943. Degli esemplari italiani, presumibilmente demoliti a fine servizio, ne rimangono solo alcune parti conservate ed esposte presso il Museo del Politecnico di Torino, nella Sezione dedicata all'ing. Giuseppe Gabrielli.

## Velivoli comparabili
- Blohm & Voss BV 238
- Latécoère 521
- Hughes H-4 Hercules
- Bristol Brabazon
- Boeing Pelican